# Decebalus
Decebalus hoặc "Người Dũng Cảm" (ban đầu có tên là Diurpaneus) là một vị vua của Dacia (trị vì người Dacia từ năm 87-106) và nổi tiếng với việc chiến đấu trong ba cuộc chiến tranh và hai thời kì đàm phán hòa bình chống lại Đế chế La Mã dưới thời hai vị hoàng đế trong giai đoạn hòa bình ngắn sau cùng(cuối những năm 102-105) do sự nhượng bộ của Trajan, Decebalus tiếp tục cai trị như một vị vua độc lập, chứ không phải là một vị vua chư hầu bị chinh phục và nhiều lần gây khó chịu hoặc khiến người La Mã tức điên lên.
Do đó, các quân đoàn theo lệnh của Trajan tiếp tục tấn công một lần nữa trong năm 105 CN, chinh phục được kinh đô của người Dacia, Sarmizegetusa, trong năm 106. Sau đó, Decebalus tự sát.

## Bối cảnh
Sau cái chết của vị vua vĩ đại Burebista, Dacia bị chia thành bốn năm nước nhỏ hơn. Tình hình này kéo dài cho đến khi Diurpaneus cố gắng để củng cố vùng trung tâm của Dacia xung quanh Sarmizegetusa, ngày nay là tỉnh Hunedoara. Mặc dù vẫn chưa là vua, ông đã tổ chức quân đội Dacia, và vào năm 85, ông bắt đầu các cuộc tấn công nhỏ vào tỉnh Moesia của La Mã vốn đã được củng cố rất nhiều, nằm ở phía nam của sông Danube dưới thời vua Dacia Duras.
Năm 86, Duras đã ra lệnh tấn công mạnh mẽ hơn vào phía nam tỉnh Moesia của La Mã. Bản thân Hoàng đế Domitianus đã tiến vào tỉnh này với các quân đoàn và quân nhu tiếp viện, ông đã tổ chức lại nó, và lên kế hoạch một cuộc tấn công vào Dacia trong mùa chiến dịch tiếp theo.

## Chiến tranh chống lại Domitianus
Năm 87, Hoàng đế Domitianus phái viên thái thú chỉ huy lực lượng vệ binh hoàng gia của mình, Cornelius Fuscus, trừng phạt người Dacia. Bốn hoặc năm quân đoàn của ông phải chịu một thất bại lớn khi bị phục kích bởi lực lượng của Diurpaneus Hai quân đoàn La Mã (trong đó có V Alaudae) đã bị phục kích và đánh bại tại một hẻm núi mà người La Mã gọi là Tapae (có khả năng là một thành trì xa xôi hẻo lánh của người Dacia, gần Bucova ngày nay). Fuscus đã bị giết chết. Diurpaneus đặt tên mình Decebalus, có nghĩa là "với sức mạnh của mười người [đàn ông]"  hoặc đơn giản là "dũng cảm"  và lên ngôi vua.
Năm 88, Tettius Iulianus chỉ huy một quân đội La Mã theo lệnh Domitianus chống lại người Dacia và đánh bại họ trong trận Tapae lần thứ hai. Lúc này người German nổi dậy dọc theo sông Rhine đã đòi hỏi tăng cường lực lượng quân sự từ Moesia, người La Mã bắt buộc phải trả một khoản tiền lớn để cống nạp cho người Dacian để duy trì hòa bình. Tình trạng nhục nhã này kéo dài cho đến khi Trajanus trở thành hoàng đế trong năm 98. Ngay lập tức, ông bắt đầu chuẩn bị cho cuộc chiến tranh mà sẽ mở rộng đế chế La Mã đến mức cực điểm.

### Dưới con mắt của kẻ thù
Khi viết về cuộc chiến tranh của Domitianus, Dio Cassius đã mô tả Decebalus như sau:
| “ | Vào thời điểm đó, người La Mã đã tham gia vào một cuộc chiến tranh rất nghiêm trọng với người Dacia, mà vị vua của họ sau đó là Decebalus. Người đàn ông này không những tỏ ra khôn ngoan trong sự hiểu biết của ông về chiến tranh và cũng khôn ngoan khi tiến hành chiến tranh, ông ta biết đâu là thời điểm tốt để tấn công và chọn đúng thời điểm để rút lui, ông ta cũng là một chuyên gia trong việc mai phục và một bậc thầy trong những trận chiến ác liệt, và ông biết không chỉ làm thế nào để giành được một chiến thắng, mà còn biết cách thoát khỏi một thất bại tốt như thế nào. Do đó ông ta đã cho thấy mình xứng đáng là một đối thủ đáng gờm của người La Mã trong suốt một thời gian dài. Tôi gọi là người Dacia, tên gọi được sử dụng bởi bản thân người dân bản địa cũng như người La Mã, mặc dù tôi không thiếu hiểu biết rằng một số nhà văn Hy Lạp đề cập đến họ là người Getae, cho dù đó là hình thức đúng hay không, còn về người Getae, bản thân tôi biết rằng họ là những người sống ngoài phạm vi dãy Haemus, dọc sông Ister | ” |

## Những cuộc chiến tranh chống lại hoàng đế Trajanus

### Lần thứ nhất
Decebalus đã bị đánh bại bởi những người La Mã khi họ xâm chiếm Dacia bắt đầu vào ngày 25 tháng 3 năm 101 CN, một lần nữa trong các công sự của Tapae. Sau khi chấp nhận các điều kiện hòa bình khắc nghiệt, bao gồm cả việc mất lãnh thổ, ông được để lại như một vị vua chư hầu dưới sự bảo hộ của La Mã và một đơn vị đồn trú địa phương nhỏ.

### Lần thứ hai-Sự sụp đổ của Dacia
Ba năm sau, Decebalus tiêu diệt đội quân đồn trú nhỏ của người La Mã ở Dacia, và người La Mã buộc phải một lần nữa phái quân tiếp viện, và Trajan thời gian này quyết định dứt khoát chinh phục Dacia.
Sau một cuộc vây hãm kéo dài kinh đô của người Dacia, Sarmizegetusa, và một vài cuộc đụng độ trong khu vực lớn hơn, người La Mã đã chinh phục Dacia. Decebalus đã cố gắng để trốn thoát cùng với gia đình của mình.

### Cái chết của Decebalus

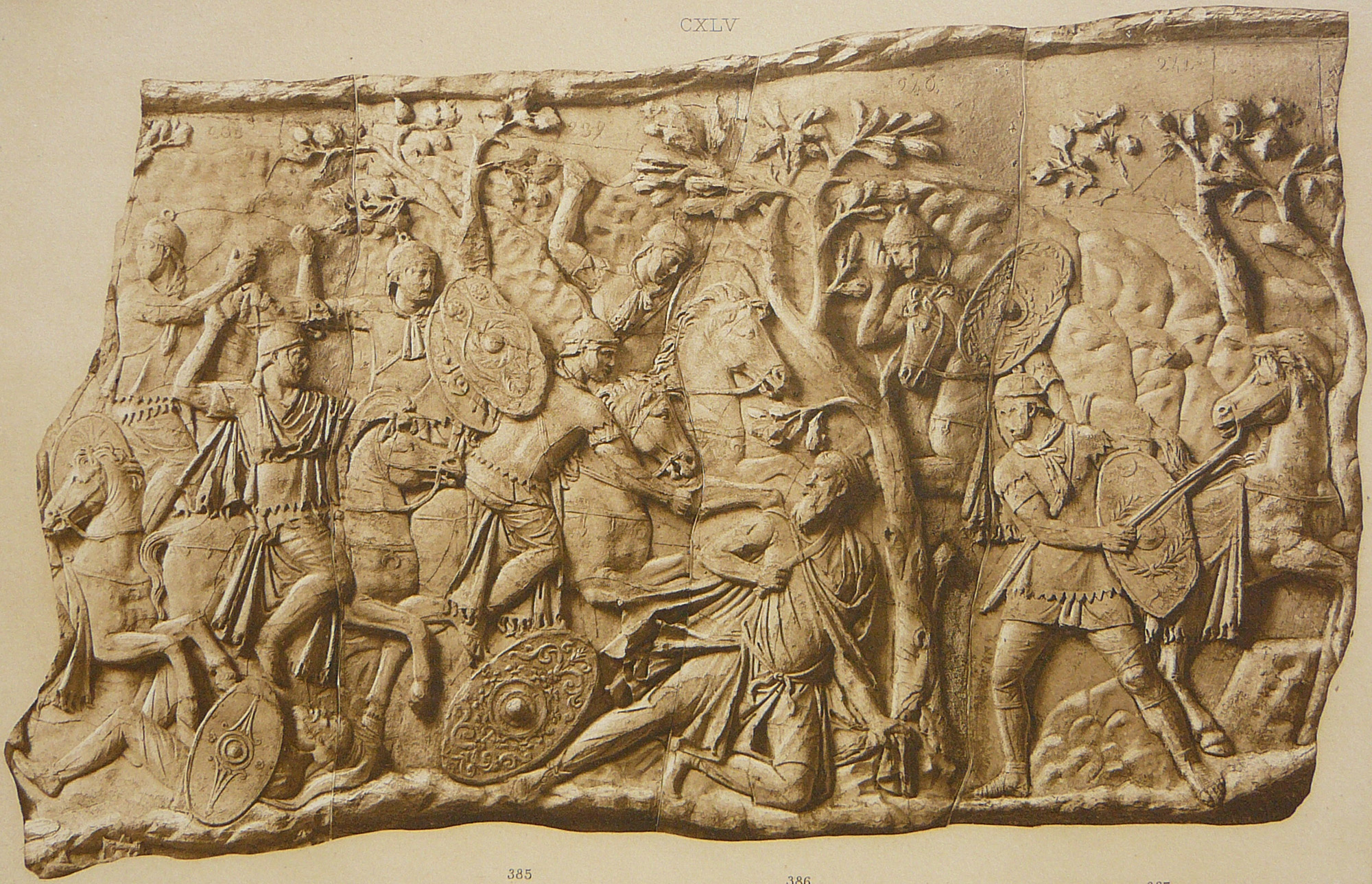
Decebalus tự sát, từ Cột trụ của Trajan

Khiếp sợ vì bị săn đuổi cùng với quân đội của mình đã bị đánh bại và cuối cùng bị dồn vào đường cùng bởi những đội quân La Mã săn tìm đầu ông, không muốn bị bắt để bị trưng bày và làm nhục tại Rome, Decebalus đã tự sát bằng cách cứa cổ họng của mình, như mô tả trên cột trụ của Trajan.
Tuy nhiên, có khả năng là trong khi đang hấp hối, Decebalus đã bị bắt bởi một lính kỵ binh trinh sát La Mã có tên là Tiberius Claudius Maximus từ Legio VII Claudia như những tuyên bố trên bia mộ được phát hiện tại Gramini ở Hy Lạp. Đầu và tay phải của ông sau đó được mang đến chỗ Trajan ở "Ranisstorium" (một ngôi làng Dacia không biết rõ, có lẽ là Piatra Craiului) bởi Claudius Maximus, khi ông ta được tặng thưởng huy chương bởi hoàng đế.

## Di sản của Decebalus
Decebalus được coi là người anh hùng dân tộc của nước Romania và ông đã được miêu tả trong nhiều tác phẩm văn học, phim ảnh (ví dụ như bộ phim Dacii, của đạo diễn Sergiu Nicolaescu), các tác phẩm điêu khắc. Bức chân dung đầu tiên của ông được biết đến vẫn đang được giữ gìn trên cột trụ của Trajan, một trụ đá tưởng niệm được hoàn thành vào năm 113. Cột trụ của Trajan đã mô tả những khoảnh khắc quan trọng trong hai cuộc chiến tranh cuối cùng giữa Dacia và Đế quốc La Mã bằng những phù điêu chạm khắc. Trong suốt những năm 1990, một nhóm các nhà điêu khắc đã tạc một bức tượng Decebalus cao 40 mét từ một khối đá trồi ra gần thành phố Orşova, România.